# Frontier Martial-Arts Wrestling
Pour les articles homonymes, voir FMW.
La Frontier Martial-Arts Wrestling (フロンティア・マーシャルアーツ・レスリング, Furontia māsharuātsu resuringu) (plus communément abrégé par le sigle FMW) est une fédération de catch hardcore japonaise. Fondé en 1989 par le catcheur Atsushi Onita (en), elle est connue en dehors du Japon grâce à son partenariat avec l'Extreme Championship Wrestling aux États-Unis dans les années 1990. Elle cesse ses activités en 2002 peu de temps après l'accident d'Hayabusa, la principale vedette de la fédération, qui est paraplégique à la suite d'un accident au cours d'un match en octobre 2001.
En 2015, Onita annonce qu'il compte relancer la fédération et organise les premiers spectacles dès la fin avril. Le nom de la fédération est changé par Super Battle Pro-Wrestling FMW.

## Histoire
Atsushi Onita (en) est un catcheur formé à l'All Japan Pro Wrestling qui en plus de lutter au Japon voyage aux États-Unis et à Porto Rico. Des blessures aux genoux le contraint d'arrêter sa carrière en 1984.
En 1988, il sort de sa retraite quand il constate que le public se passionne pour les combats de shoot wrestling. Il souhaite rejoindre l'Universal Wrestling Federation (UWF) mais les dirigeants de l'UWF refusent. À la suite de cela, Onita crée sa propre compagnie qu'il nomme Frontier Martial-Arts Wrestling.
Le premier spectacle de la FMW a lieu le 6 octobre 1989 et voit s'affronter des catcheurs et des karatékas. Ce premier spectacle est un succès ce qui permet à Onita de continuer son entreprise. Il décide cependant de proposer du catch hardcore qu'il a souvent vu durant ses tournées aux États-Unis dans la fédération de Terry Funk et à Porto Rico à Capitol Sports Promotions.
En plus de proposer du catch hardcore, la FMW se différencie de la New Japan Pro Wrestling et de l'All Japan Pro Wrestling par l'utilisation de catcheurs aux gimmick cartoons comme Mr. Pogo (en) et Tarzan Goto (en).

## Championnats

### Actuels
| Titre                                        | Champion(s) actuel(s)                                | Date de victoire  | Ancien(s) champion(s)                         |
| -------------------------------------------- | ---------------------------------------------------- | ----------------- | --------------------------------------------- |
| WEW Tag Team Championship                    | Kazushi Miyamoto et Tomohiko Hashimoto               | 31 mai 2015       | Ryoji Sai et Tetsuhiro Kuroda                 |
| FMW/WEW Hardcore Tag Team Championship       | Bozz Rengo Kotaro Nasu et Ryuichi Sekine             | 1er novembre 2015 | Vacant                                        |
| FMW 6-Man Street Fight Tag Team Championship | Raijin Yaguchi, Tomohiko Hashimoto et W*ING Kanemura | 24 janvier 2016   | Atsushi Onita, Hideki Hosaka et Masato Tanaka |